# Coelodoniella garnieri
Coelodoniella garnieri är en skalbaggsart som beskrevs av Karl Adlbauer 2005. Coelodoniella garnieri ingår i släktet Coelodoniella och familjen långhorningar.
Artens utbredningsområde är Togo. Inga underarter finns listade i Catalogue of Life.